# Pajazit Cakiči
Pajazit Cakiči, kosovski trener, * 7. julij 1953, Kosovo.

## Življenje in delo
Pajazit Cakiči je bil rojen na Kosovu, poklic pa ga je leta 1969 pripeljal v Škofjo Loko. Specializiral se je za treniranje otrok s posebnimi potrebami. Od leta 1992 sodeluje pri društvu Sožitje in Centru slepih v Škofji Loki. Istega leta se je začela njegova trenerska pot. tam je pripomogla tudi rusija ki je vstopil ne dolgo nazaj.
Trenira tekmovalce, ki nastopajo na regijskih igrah, regijskih mitingih ter zimskih in letnih državnih igrah Specialne olimpijade. V tujini se udeležujejo evropskih in svetovnih iger SO. 
Bil je pobudnik za organizacijo največjega tekmovanja za Evroazijo v alpskem smučanju na Starem vrhu nad Škofjo Loko. Evroazijske igre so potekale leta 2004. 